# Carles Castillejo
Carles Castillejo (Barcelona, 18 augustus 1978) is een Spaans atleet, die is gespecialiseerd in de 10.000 m en het veldlopen. Hij nam viermaal deel aan de Olympische Spelen.

## Biografie
In 2004 nam Castillejo voor Spanje deel aan de Olympische Spelen in Athene. Op de 5000 m werd hij uitgeschakeld in de halve finale. Nadien legde hij zich vooral toe op de 10.000 m en het veldlopen. In 2005 behaalde hij de zilveren medaille op de Middellandse Zeespelen. In 2008 nam hij opnieuw deel aan de Olympische Spelen. Op de 10.000 m eindigde hij de op de 23e plaats. 
Op de Europese kampioenschappen van 2010 in zijn thuisstad Barcelona eindigde hij vijfde op de 10.000 m. In 2012 nam Castillejo voor de derde maal deel aan de Olympische Spelen, ditmaal in Londen. Op de marathon eindigde hij op de 24e plaats.
Op de Europese kampioenschappen in 2016 eindigde Castillejo als achtste op de halve marathon. In het landenklassement behaalde hij samen met Jesús España en Ayad Lamdassem de zilveren medaille voor Spanje.

## Titels
- Spaans kampioen 5000 m - 2004
- Spaans kampioen 10.000 m - 2009, 2013
- Spaans kampioen veldlopen - 2012
- Spaans kampioen halve marathon - 2015, 2018
- Spaans kampioen marathon - 2011, 2014, 2016

## Persoonlijke records
Baan
| Onderdeel | Prestatie | Datum        | Plaats |
| --------- | --------- | ------------ | ------ |
| 1500 m    | 3.39,09   | 19 juli 2003 | Madrid |
| 3000 m    | 7.42,02   | 17 juli 2004 | Madrid |
| 5000 m    | 13.11,50  | 10 juni 2009 | Huelva |
| 10.000 m  | 27.39,79  | 12 juli 2008 | Vigo   |

Weg
| Onderdeel      | Prestatie | Datum            | Plaats        |
| -------------- | --------- | ---------------- | ------------- |
| 10 km          | 28.29     | 10 maart 2012    | Laredo        |
| 15 km          | 45.14     | 19 mei 2018      | Massamagrell  |
| 20 km          | 1:00.19   | 13 november 2016 | San Sebastian |
| halve marathon | 1:01.18   | 3 februari 2013  | Granollers    |
| marathon       | 2:10.09   | 11 december 2011 | Castellón     |

Indoor
| Onderdeel | Prestatie | Datum           | Plaats   |
| --------- | --------- | --------------- | -------- |
| 3000 m    | 8.09,16   | 22 januari 2005 | Valencia |

## Palmares

### 3000 m
- 2003: 4e Meeting de Atletismo Sevilla in Seville - 7.43,24
- 2004: 4e Meeting de Madrid - 7.42,02
- 2003:  Ibero-Amerikaanse kamp. - 7.51,26

### 5000 m
- 2002: 5e Villa de Bilbao Meeting - 13.59,39
- 2002: 5e Meeting Ciutat de Mataro - 13.54,48
- 2003: 4e Ayuntamiento de Barakaldo - 13.25,57
- 2003:  Spaanse kamp.- 13.36,00
- 2003: 4e Universiade - 13.57,20
- 2004:  Spaanse kamp.- 13.44,66
- 2004: 16e in ½ fin. OS - 13.49,16
- 2005: 4e Universiade - 13.46,74
- 2008:  Europacup in Annecy - 13.57,37
- 2009: 4e Ibero Amerikaanse kamp. - 13.11,50
- 2009:  EK team in Leiria - 13.49,54
- 2009:  Spaanse kamp. - 13.36,45
- 2010: 4e Ibero Amerikaanse kamp. - 13.19,38
- 2010: 4e Spaanse kamp. - 13.19,25

### 10.000 m
- 2004:  European Challenge in Maribor - 28.11,27
- 2005:  European Cup in Barakaldo - 28.06,88
- 2005:  Middellandse Zeespelen - 29.13,91
- 2005: 6e Universiade - 29.23,93
- 2007:  European Cup in Ferrara - 28.32,70
- 2008:  European Cup in Istanboel - 28.07,55
- 2008:  Spaanse kamp. - 27.39,79
- 2008: 23e OS – 28.13,68
- 2009:  Spaanse kamp. - 27.48,80
- 2009: 15e WK - 28.09,89
- 2010:  Spaanse kamp. - 28.54,95
- 2010: 5e EK – 28.49,69
- 2012:  European Cup in Bilbao - 28.07,50
- 2012: 5e EK – 28.24,51
- 2013:  Trofeo Iberico in Mataro - 27.57,92

### 10 km
- 2003:  Cursa de Bombers in Barcelona - 28.48
- 2004:  Sant Silvestre Barcelonesa - 28.47
- 2009:  Sant Silvestre Barcelonesa - 28.41
- 2010:  Cursa de Bombers in Barcelona - 28.31
- 2011:  Cursa dels Nassos in Barcelona - 29.29
- 2012:  Villa de Laredo - 28.29
- 2012:  Carrera Davina Pastora in Palma De Mallorca - 29.37
- 2012:  Cursa dels Nassos in Barcelona - 28.29
- 2014:  Cursa dels Nassos in Barcelona - 29.10

### halve marathon
- 2012:  halve marathon van Granollers - 1:02.37
- 2013:  halve marathon van Granollers - 1:01.18
- 2015: 5e halve marathon van Granollers - 1:03.47
- 2015:  halve marathon van Granada - 1:06.02
- 2016: 8e EK - 1:03.52 ( landenklassement)
- 2018:  Spaans kampioenschap in Valencia - 1:02.14
- 2019: 16e halve marathon van Barcelona - 1:03.58

### marathon
- 2011:  marathon van Castellon - 2:10.09
- 2012: 24e OS  - 2:16.17
- 2013:  marathon van San Sebastian - 2:12.43
- 2015: 5e marathon van Barcelona - 2:12.03
- 2015: DNF WK in Peking
- 2016: 49e OS - 2:18.34

### veldlopen
- 2004:  Spaanse kamp. in Santiago de Compostela - 36.05
- 2004: 57e WK in Brussel (lange afstand) – 38.46
- 2005:  Spaanse kamp. in Toro - 37.03
- 2005: 26e WK in Brussel (lange afstand) – 37.22
- 2006:  Spaanse kamp. in La Morgal-Llanera - 35.17
- 2006: 10e EK in San Giorgio su Legnano - 28.23 ( in het landenklassement)
- 2006: 29e WK in Fukuoka (lange afstand) – 37.06
- 2007: 14e EK in Toro - 32.27
- 2007: 68e WK in Mombasa – 39.53
- 2008: 64e WK in Edinburgh – 37.34
- 2009: 35e EK in Dublin - 32.42
- 2009: 26e WK in Amman – 36.30
- 2010: 31e WK in Bydgoszcz – 34.40
- 2011: 31e WK in Punta Umbria – 35.52
- 2012:  Spaanse kamp. in Gijón - 38.41
- 2012: 5e EK in Boedapest - 30.14
- 2013:  Spaanse kamp. in Granollers - 35.46
- 2013: 27e WK in Bydgoszcz – 34.11